# Korčula
Pour l’article homonyme, voir Korčula (ville).
Korčula (en italien : Curzola) est une île de la mer Adriatique appartenant à la Croatie.

## Géographie
L'ile de Korčula est située sur la côte dalmate méridionale de la mer Adriatique. Elle est distante de 1 270 m du continent (Pelješac), de 49 milles marins  de Dubrovnik (Raguse) et de 57 milles marins au sud-est de Split. Elle est avec une superficie de  276 km2 la 6e île de Croatie par sa superficie. Elle mesure 47 km de long pour 8 km de large et possède un littoral de 182 km. Outre l'ile principale, une cinquantaine d'iles et ilots composent l'archipel de Korčula. C'est une île montagneuse et forestière dont l’altitude culmine à 568 m au pic de Klupca. L'île est la deuxième plus peuplée de Croatie. Les agglomérations principales sont Korčula, Blato et Vela Luka. Historiquement, l'économie, avant l'arrivée récente du tourisme, était tournée vers la viticulture (vins rouge (Plavac) et blancs (Pošip (hr), Grk (hr) et Rukatac), la production d'huile d'olive, la pêche et l'élevage ovin et caprin.

## Histoire

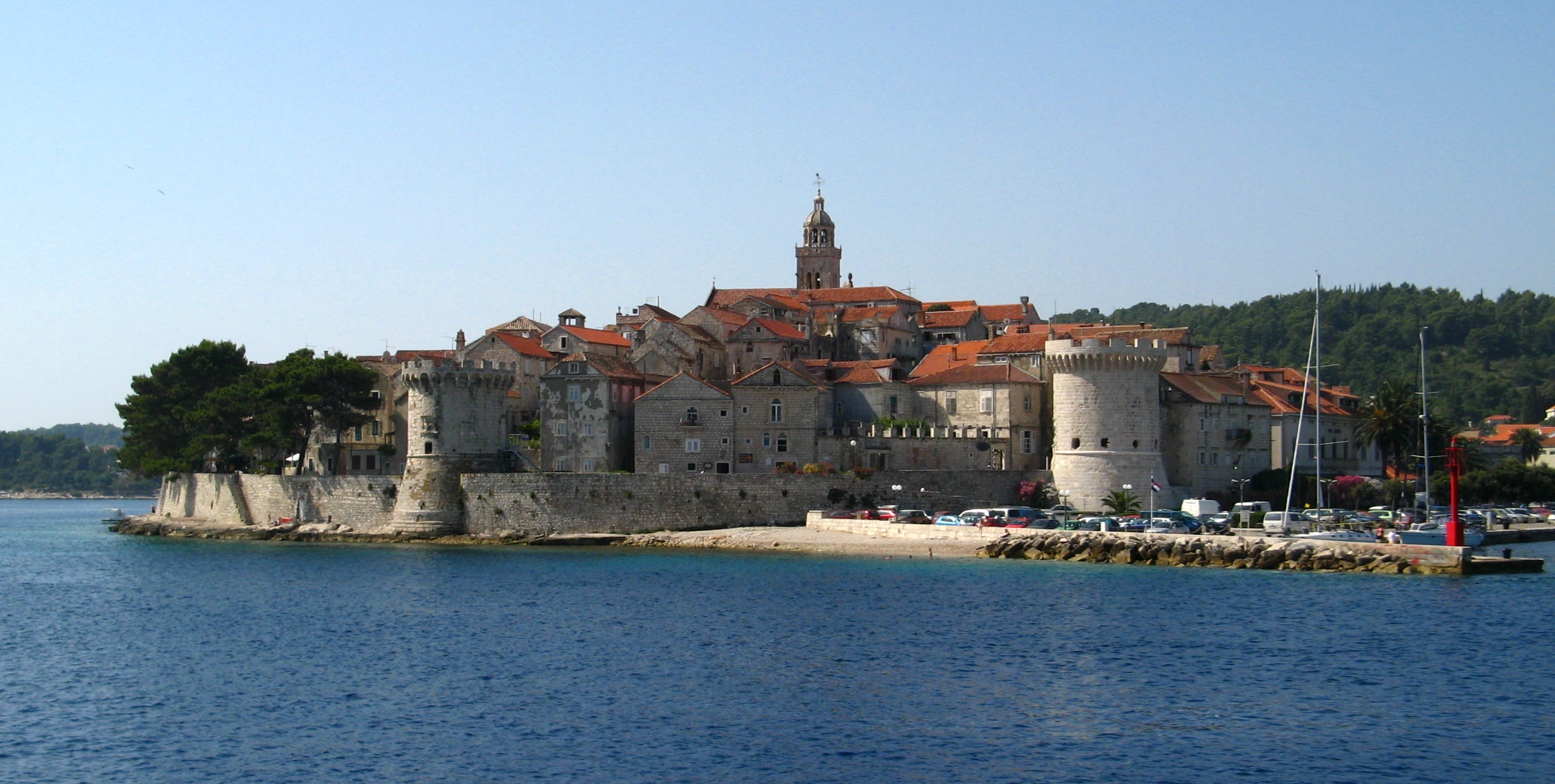
Ville de Korčula

La ville de Korčula (en italien Curzola) a été fondée au IVe siècle av. J.-C. par des Grecs venus de la colonie voisine d'Isa (sur l'île de Vis) ; la nouvelle colonie s'appelait Corcyra Melaina, en français Corcyre noire. La forteresse de la ville, construite avec des pierres provenant de l'île voisine, Vrnik, a pris sa forme actuelle aux XIVe et XVe siècles.

### Chronologie
- IIIe/IIe millénaire av. J.-C. – Des découvertes à l'intérieur de grottes, principalement dans la caverne de Vela Špilja à Vela Luka, témoignent d'une culture néolithique et des contacts de l'île avec les autres régions de la mer Méditerranée ;
- IIe/Ier millénaire av. J.-C. – Les tribus illyriennes peuplent l'île. Des restanques, des gradine, forteresses en hauteur conservées jusqu'à nos jours, ainsi que d'autres découvertes archéologiques datent de cette époque ;
- VIe siècle av. J.-C. – Première colonisation grecque : l'île, riche en végétation, apparaît alors sous le nom de Corcyra Melaina (melaina signifiant « ombreuse » en grec) qui la différencie de Corfou (également Corcyre dans la forme grecque de ce toponyme illyrien (Kórkura) signifiant « arrondi, courbe ») ;
- IVe siècle av. J.-C. – Deuxième colonisation grecque : la Psephis de Lumbarda, une stèle gravée, est le monument le plus ancien de Croatie conservé jusqu'à nos jours : c'est un décret de l'assemblée législative sur la fondation et la construction de la ville, sur le partage des terres entre les colons et sur la volonté d'une vie commune en paix avec les Illyriens autochtones de l'île ;
- 229 av. J.-C. – Corcyre passe pour la première fois sous la domination de Rome. Les tribus illyriennes menacèrent la paix, avec une succession de conflits avec Rome, qui repoussa ces attaques avec plus ou moins de succès ;
- 35/34 av. J.-C. – Le général romain Octavien, futur empereur Auguste, assaille et occupe Corcyre dont la population est tuée ou tombe en esclavage durant la campagne de conquête de la Dalmatie. Cette province adriatique est progressivement romanisée et l'illyrien latinisé devient la langue dalmate ; par la suite, elle est rattachée à la province romaine d'Illyricum ;
- 476 apr. J.-C. – À la chute de l'Empire romain d'Occident, Corcyre se retrouve, en 480, sous la régence du roi ostrogoth Théodoric ;
- Ve siècle – Les ruines d'une chapelle sur l'îlot de Majsan (jadis Saint-Maxime) est le témoignage le plus ancien du christianisme à Corcyre ;
- 535 – Corcyre, partie constituante de la province de Dalmatie, redevient romaine (d'Orient), pendant le règne de l'empereur Justinien ;
- VIIIe siècle – Corcyre commence à apparaître sous les noms dalmate de Courtsola et slave de Kourtchola (aujourd'hui Korčula) ou Krkar, alors que la tribu des Narentanes colonise l'Illyrie ;
- 925 – Intronisation de Tomislav, premier roi croate ;
- 945 – L'empereur Porphyrogénète rédige un document sur la ville de Corcyra Melaina pendant son séjour sur l'île, encore byzantine mais déjà administrée par les Vénitiens alors vassaux de l'Empire ;
- 948 – Les Vénitiens paient un tribut aux rois croates pour pouvoir naviguer en paix le long de la côte dalmate ;
- 1000 – Sous le mandat du doge Pietro II Orseolo, Venise devient indépendante de l'Empire byzantin et jusqu'en 1420, Korkyre/Korčula/Curzola change fréquemment de mains entre la « Sérénissime » (1125-1180 et 1214-1358), la Croatie, la Zachlumie et la Bosnie ;
- 1214 – Le statut de la ville et de l'île Statuta et leges civilitatis et insulae Curzulae est promulgué : ce code juridique concerne la vie quotidienne, la régence vénitienne et l'autonomie de la communauté curzolaine ;
- 1254– Marsilius Zorzi, noble vénitien, prend le pouvoir et renforce en 1214 le statut octroyé aux habitants de Curzola/Korčula ;
- 1254 –  Le grand voyageur et explorateur vénitien Marco Polo, serait né à Curzola (comme pour Christophe Colomb, nombreux sont les lieux revendiquant sa naissance) ;
- 7 septembre 1298 – Une importante bataille navale entre les flottes de Gênes et de Venise se déroule devant le port de Curzola/Korčula. La flotte vénitienne est vaincue ; il est possible que Marco Polo se soit trouvé parmi les prisonniers (certains historiens pensent qu'il aurait en réalité été enfermé en 1296 lors d'une autre bataille navale). Il sera libéré, en 1299, contre le versement d'une forte rançon ;
- 1300 – Création de l'évêché de Curzola/Korčula ;
- 1301 – Création de la Confrérie de la Toussaint ;
- 1420-1797 – L'île fait partie des possessions de la république de Venise ;
- 1483 – Curzola/Korčula est assaillie par la flotte napolitaine du roi Ferdinand Ier d'Aragon et de Sicile. Les Vénitiens se défendent et repoussent l'assaut ;
- 1529 – La grande épidémie de peste fait des ravages dans l'île ;
- 15 août 1571 – À la veille de la bataille de Lépante, une imposante flotte turque sous le commandement du vice-roi d'Algérie, Öldiş-Ali (Ulus-Ali) assaille l'île : le provéditeur vénitien et ses troupes de mercenaires fuient l'île, mais les insulaires eux-mêmes, préparés par le prêtre Antonio Rosano/Antun Rozanović, défendent avec succès leur ville : leur grande victoire est considérée comme l'un des plus importants chapitres historiques de la ville et de l'île ;
- 1637 – Naissance du plus célèbre poète et comédien de la période baroque de Korčula, Pietro Canavelli/Petar Kanavelić (décédé en 1719) ;
- 1797 – Napoléon met fin à la république de Venise et offre la Dalmatie et ses îles, dont Curzola/Korčula, à l'empire d'Autriche ;
- 1805-1813 – L'Empire français crée ses provinces illyriennes, construit des routes et de fortifications grâce à des ouvriers venus du continent ; à ce moment, la langue dalmate y a déjà disparu, le vénitien fortement régressé, et le croate domine désormais ;
- 1805-1806 – En tant que possession française, Korčula est attaquée par la flotte russe ;
- 1813-1815 – Korčula est sous la tutelle de la Marine britannique jusqu'au Congrès de Vienne ;
- 1815 – De 1815 à 1918, l'île fait partie de la monarchie autrichienne (empire d'Autriche, puis Autriche-Hongrie, plus précisément Cisleithanie après le compromis de 1867) et constitue l'un des 13 Bezirkshauptmannschaften de la province de Dalmatie[1] ;
- 1828 – Le diocèse de Korčula est supprimé à la suite de l'abolition de l'archevêché de Raguse/Dubrovnik ;
- XIXe siècle – La majorité croate de l'île soutient, dans le cadre de l'austroslavisme, la création du royaume unitaire de Croatie, tandis que les autonomistes dalmates italophones militent pour les intérêts de l'État italien qui revendique la Dalmatie au nom de l'héritage vénitien ;
- 20 juin 1866 – Une grande bataille navale, près de l'île de Lissa/Vis, entre la flotte autrichienne et la flotte italienne, commandée par l'Amiral Persano, se termine par la défaite de cette dernière, mais l'Autriche perd néanmoins cette guerre. Beaucoup de marins de Korčula ont pris part à cette bataille navale sous le commandement de l'Amiral Wilhelm von Tegetthoff ;
- 1871 – Après les premières élections locales, la commune de Korčula à majorité croate permet la création d'associations culturelles croates : l'enseignement du croate progresse mais, sur le plan économique, le déclin des métiers traditionnels provoque l'émigration de nombreux charpentiers de marine et tailleurs de pierre ;
- 29 octobre – 15 novembre 1918 – À la dislocation de l'Empire austro-hongrois, Korčula se rattache à l'État des Slovènes, Croates et Serbes (bientôt appelé Yougoslavie) dont la dynastie serbe Karađorđević est la famille royale ;
- 15 novembre 1918 – 19 avril 1921 – L'Italie occupe l'île et se heurte à la résistance de la majorité croate, ce qui creuse un fossé avec la minorité italienne qui s'expatrie à l'issue de l'occupation ;
- 1921/1941 – (Première Yougoslavie) Début de la plus grande vague d'émigration de l'île, à la suite d'une épidémie de phylloxera (sur les ceps de vigne) et de la crise économique et sociale. La population de certains villages est réduite de moitié. Montée du nationalisme croate.
- 6 avril 1941 – 13 septembre 1944 – Pour Korčula, la Seconde Guerre mondiale commence avec l'invasion de la Yougoslavie par les troupes italiennes et allemandes. L'armée italienne occupe Korčula, aussitôt annexée à l'État italien. Beaucoup de réfugiés venant du continent arrivent à Korčula: parmi eux, 700 juifs resteront sur l'île, jusqu'au 13 septembre 1943 lorsque l'Italie rejoint les Alliés. Korčula est libre jusqu'au 22 décembre 1943 ce qui laisse aux réfugiés le temps de fuir vers l'Italie. Après des combats acharnés, l'île est envahie par la Wehrmacht. En avril 1944 se forme sur l'île une brigade de partisans de Tito qui organise la résistance contre cette occupation allemande et lutte pour la libération de l'île. Cette lutte ne prendra fin qu'avec la retraite des allemands, en septembre 1944. Korčula a été cruellement atteinte par cette guerre : 651 combattants sont morts. On dénombre aussi 336 victimes civiles, sans parler des dégâts causés aux installations, constructions, matériaux…
- 1945/1965 – Création de la seconde Yougoslavie. L'île fait partie de la Croatie socialiste. Les réformes de structure d'après guerre et la construction navale ne donnent pas suffisamment de travail à tous. Le manque d'emploi, les aspirations et espérances déçues sont la cause d'une persistance de l'émigration, principalement vers l'Australie et la Nouvelle-Zélande ;
- 1965/1990 – Le développement du tourisme avec la construction d'hôtels modernes et confortables, et le développement opportun d'autres secteurs économiques, arrêtent l'émigration et la population recommence à croître. Korčula bénéficie du progrès et la prospérité qui semblent à la portée de tous ;
- 1990 – Les contradictions internes en Yougoslavie (un parti unique, une économie d'État de type communiste, le rôle prépondérant des politiciens serbes au sein du Gouvernement Fédéral) ravivent le nationalisme croate et amènent un changement capital pour Korčula : en avril 1990, lors des premières élections multipartite, la majorité des insulaires vote pour une démocratie parlementaire, pour une économie de marché et pour l'autonomie accrue de la Croatie ;
- 19 mai 1991 – 93 % des citoyens croates votent, lors d'un referendum national, pour la souveraineté de la République croate. Les guerres de Yougoslavie commencent la même année et la marine fédérale yougoslave restée aux ordres de Belgrade fait le blocus les îles dalmates, mais la plupart des marins, d'origine croate, se mutinent ;
- Automne 1991 – Korčula devient le refuge de quelque 10 000 personnes venant des régions et îles voisines. En novembre 1991, une attaque croate menée avec succès depuis l'île, anéantit le blocus des voies maritimes de l'archipel dalmate. Les soldats de Korčula, aidés d'autres combattants croates, arrêtent l'avancée de la JNA près de la ville de Ston (sur la péninsule de Pelješac) et au sud de la Croatie.
- 1991 et 1995 – Les habitants de Korčula ainsi que les personnes qui y trouvèrent refuge, ne furent pas oubliés. L'aide sous forme de médicaments, de denrées alimentaires, de vêtements et d'équipements techniques de toutes sortes, arriva à Korčula par des moyens divers. Grâce à ces dons, l'hôpital militaire chirurgical de Korčula a pu ouvrir ses portes et sauver la vie de nombreux blessés et malades.

## Population, langue, économie

### Population de l'île
L'île de Korčula compte 17 038 habitants répartis principalement dans neuf grands centres et plusieurs petites bourgades. La ville de Korčula (3 232 hab.) est le centre historique, culturel et politique ainsi que le port historique de l'île.
Les autres grandes localités – Blato (4 093 hab.), Smokvica (1 175 hab.), Čara (763 hab.), Pupnat (461 hab.), Žrnovo (1 267 hab.) – ont été établies à l'intérieur de l'île pour assurer la sécurité, faciliter la défense et permettre le développement de l'agriculture. Ce fut bien plus tard que les localités côtières comme Vela Luka (4 464 hab.), et Račišće (446 hab.), ainsi que l'ancien village de Lumbarda (1 102 hab.) se sont développées sur le littoral est et ouest. Plus récemment, en lien avec les grandes bourgades du centre l'île, des localités se sont développées sur la côte : Prigradica et Prižba font partie de la commune de Blato, Brna celle de Smokvica, et Zavalatica celle de Čara, tandis que la Banja est rattachée à Žrnovo.
Aujourd'hui, l'île est partagée en cinq centres administratifs : les communes de Vela Luka, de Blato, de Smokvica, de Lumbarda et la ville de Korčula (intégrant les petits bourgs à l'est de Smokvica). Ces centres sont rattachés à la circonscription administrative la plus méridionale du pays, celle de Dubrovnik – Neretva.
Dès la Préhistoire les hommes peuplèrent l'île. Dans l'Antiquité les Illyriens s'y établirent. Les premières colonies grecques arrivèrent sur Korčula autour de IVe siècle av. J.-C. Les Romains furent également présents jusqu'à la chute de l'Empire. Des Slaves, de la tribu de Neretljani, habitèrent l'île dès le VIIIe siècle. Ils délogèrent progressivement la population romaine résidente.

### Langues
La population actuelle est à 92 % d'origine croate et parle donc cette langue. Entre eux les habitants de Korčula parlent un dialecte: le croate tchakavien méridional y est mélangé avec des restes de langue grecque, romaine et vénitienne et des mots du vocabulaire de la navigation maritime internationale. Contrairement aux gens des villes, les points cardinaux « est et ouest » ne sont pas appelés ainsi. Ils sont nommés d'après le mouvement du soleil : sol oriens (le levant) et sol occidens (le couchant). Entre eux, ils se saluent avec l'exclamation Veselo ! (« Sois joyeux ! », mais la traduction directe serait « joyeusement ! » - veselo est un adverbe).

### Économie
La relative grande densité de population (62 hab. au kilomètre carré) s'explique par un très bon développement économique. Les métiers traditionnels ont été préservés. Le tourisme a été développé de manière satisfaisante, si bien qu'à la fin du XXe siècle, l'exode a pu être arrêté.
Les Korčulanais peuvent recevoir une formation professionnelle sur l'île. En effet, en plus d'un réseau d'écoles primaires, Korčula, Blato et Vela Luka sont dotés de lycées d'enseignements généraux et professionnels et de centres de formation professionnelle. Comme métiers traditionnels, on trouve la construction navale, la viticulture, la culture d'olive, la pêche et la navigation. La taille de pierre, qui occupe encore environ cinquante insulaires, et l'exploitation forestière sont des secteurs qui ont perdu l'importance qu'ils avaient autrefois.
En plus des hôtels (le plus ancien date de 1912) les premiers touristes bénéficièrent de chambres d'hôtes chez les agriculteurs, une forme ancienne du tourisme vert. Ainsi tous les habitants de l'île purent tirer profit de cette manne.
La construction navale « bois » qui représentait la plus importante industrie de l'île à la période hellénique a été renforcée par la construction navale « acier » (Korčula et Blato) et en matériau synthétique (Vela Luka). Les marins Korčulanais sont reconnus comme navigateurs tant sous le pavillon croate, que sous celui d'autres nations. D'autres petites industries existent également sur l'île comme une fabrique de craie, une usine de confection et un atelier fabriquant des équipements électriques. Korčula est une importantes région de culture de l'olivier et de production d'huile pressée de manière traditionnelle. La vigne est de culture ancienne, les vins produits sont  rouge le Plavac et en blanc Pošip (hr), Grk (hr) et Rukatac.
Une grande partie des légumes et des fruits trouvés sur le marché local proviennent des jardins de l'île. Ils ont généralement poussé sans apport de produits nuisibles à l'environnement.
Depuis juin 2014, une librairie, Kutak Knjiga (Le coin des livres) installée au port de Korčula et tenue par un retraité français, Joseph Le Corre, propose un choix varié d'ouvrages, principalement en français, croate, anglais, allemand.

## Coutumes et folklore
L'île de Korčula est très connue pour ses combats d'épées typiques dont la tradition a été préservée depuis des siècles. Parmi les plus célèbres, on trouve celui de la ville de Korčula, la Moreška, celui de la Moštra de Žrnovo, celui de la Kumpanija de Blato, Smokvica et Čara. Ces batailles folkloriques sont organisées pendant la saison touristique et lors des fêtes votives.

### La Moreška
La Moreška (prononcé comme « moréchqua ») est un combat d'épées entre les armées du roi blanc et du roi noir, pour la princesse qui a été capturée par le roi noir. Après de vifs combats se déroulant en sept manches, le roi blanc gagne et libère la princesse. Le combat est accompagné d'une marche militaire jouée par un ensemble d'instruments à vent. Ce combat de tradition espagnole existe depuis le XVe siècle à Korčula. La Moreška est bien plus qu'une simple manifestation folklorique. Elle fait partie de l'identité de la ville et représente le symbole de la lutte de Korčula pour la liberté. Le spectacle de Moreška est présenté le jour de Saint Théodore (Sveti Todor) et plusieurs fois pendant la saison estivale.

### La Moštra
La Moštra (prononcé comme « mochtra »), qui vient de Postrana de Žrnovo, est un combat d'épées très ancien entre deux armées, qui se déroule au son de la cornemuse. Après dix danses différentes avec les épées, le spectacle prend fin dans l'allégresse générale. Il est suivi de danses folkloriques exécutées par les jeunes du village. Depuis ces dernières années, le combat d'épées ne se termine plus par la mise à mort d'un taureau, comme le voulait le règlement de 1620. Les avis étaient partagés, entre ceux qui considéraient ce sacrifice comme un acte barbare, et ceux qui voulaient maintenir une tradition millénaire. Ce sacrifice qui consistait à trancher la tête de l'animal avec une lourde épée, est à relier à la tradition méditerranéenne de la tauromachie (du grec tauros + mahia > taureau + combat) remontant à l'époque de la culture minoenne au IIe millénaire av. J.-C.

### La Kumpanija
La Kumpanija à Blato est un combat entre deux armées, qui doivent montrer leur ardeur pour défendre leur terre natale. Cette pièce évoque les temps anciens, l'époque où la défense de l'île était confiée à des compagnies de réservistes, Kumpanije. Après que le chef du village a donné sa permission, le commandant de la garnison Kapitan commence le combat avec la ples od boja (danse de guerre) composées de plusieurs scènes dansées. La partie la plus impressionnante est celle du porteur du drapeau (Alfir), danse effectuée avec un grand drapeau. La Kumpanija est accompagnée par les roulements d'un gros tambour de guerre et par une cornemuse. Quand la Kumpanija prend fin, les valeureux combattants et leurs amies montrent leur joie avec la danse Tanac. Le sacrifice rituel du taureau ne se fait plus à Blato, depuis la Seconde Guerre mondiale.
La Kumpanija est également un spectacle traditionnel de Čara et Smokvica.
Lumbarda et Smokvica ont préservé une autre danse traditionnelle : Trganje naranče (cueillette d'orange) dans laquelle les danseurs accompagnés par un chanteur honorent les plus belles filles et le chef du village. Les danses traditionnelles de l'île sont aussi très pittoresques, accompagnées par la cornemuse, l'accordéon, le tambour : Manfrina, Dva pasa, Četiri pasa, Pritilica, Tanac et d'autres encore…
La plupart des chants folkloriques de l'île sont des chants de pêcheurs ou de marins, et de leurs amies. Certains sont entraînants et gais, d'autres, aux tons plus nostalgiques, évoquent l'éternelle question du retour des marins… Beaucoup de marins pensent que les plus beaux chants folkloriques croates sont ceux chantés, les soirs d'été, par les pêcheurs de Vela Luka. Sur l'île quelques personnes chantent encore d'anciennes chansons de geste, en vers de dix pieds, accompagnées par la guzla. Elles jouent encore d'instruments rares comme la Curominka (sorte de flûte).
À Orebić, proche voisine sur la péninsule de Pelješac, on continue de danser La polonaise des Capitaines (une ancienne danse des capitaines avec leur fiancées), lors des fêtes locales et pendant la saison estivale.
Un sport très populaire, le buce (les boules ; sorte de pétanque) est toujours commenté de bruyants propos et exclamations et accompagné de bon vin. Dans toutes les villes et villages de l'île, les hommes jouent à la buce.

## Flore et faune

### Flore
Korčula est avec l'île de Mljet l'une des plus boisées de Croatie. Les forêts et bois occupent 61 % de sa superficie. Sur la surface restante, on trouve de nombreuses oliveraies et vignobles, ainsi que d'autres cultures. Moins de 5 % de la terre n'est pas exploitable (pierrailles). La construction navale et sa dépendance à l'approvisionnement en bois, ainsi que l'absence de grands élevages de bétail ont sauvé les forêts de l'île. Pour les propriétaires fonciers, l'exploitation forestière a, aujourd'hui, perdu de son importance. Des centaines de kilomètres de sentiers forestiers, ainsi que d'autres barrières naturelles de protection naturelle contre le feu ont disparu. Aussi, le plus grand danger pour les arbres de Korčula est le feu. La futaie de Korčula est composée de nombreuses essences, principalement de pins d'Alep (Pinus halepensis Mill.), de pins maritimes (Pinus maritima), de pins noirs (Pinus nigra), de pins parasols (Pinus pinea L.) et de chênes verts (Quercus illex L.). On trouve en plus, d'autres espèces comme l'olivier sauvage (Olea Oleaster Fiori), le frêne sombre (Fraxinus Ornus L.), le genévrier à épines (Juniperus oxycedrus L.), et à proximité des villages et le long des chemins de nombreux cyprès (Cypressus sempervirens L.).
De grandes étendues sont recouvertes de buissons ras plus connus sous le nom générique de maquis (Makija). En plus des buissons de chênes verts et de genévriers présents dans le maquis, poussent également des arbousiers (Arbutus unedo L.), des myrtes (Myrtus communis L.), des palmiers (Phillyrea latifolia L.), des viornes toujours vertes (Viburnus tinus L.), de la bruyère (Erica arborea L.)… Les fleurs blanches et les fruits rouges sucrés mettent les arbousiers (« l'arbre à fraises ») en évidence dans le maquis. Les lauriers (Laurus nobilis L.) ornent les chemins près de bourgades et le cours des maisons. Les plantes médicinales et aromatiques ont une grande valeur : la sauge, le romarin, la marjolaine, la menthe, l'origan. Beaucoup d'herbes sauvages, comme le pissenlit, sont cuisinées et assaisonnées avec de l'huile d'olive. Pour la grande valeur de leur bois, de nombreux mûriers ont été plantés, mûres blanches et noires ; l'allée des tilleuls de Blato est aussi très connue.
À l'époque contemporaine, des arbres, buissons et fleurs ornementaux ont été plantés à Korčula. Il s'agit, entre autres, de palmiers, de lauriers-roses, de bougainvillées, d'agaves et de cactus.

### Faune
De nombreux coléoptères et autres insectes, des reptiles et lézards et de magnifiques oiseaux font la richesse du monde animal de Korčula. Parmi les reptiles on trouve la couleuvre d'Esculape, non venimeuse, à quatre rayures (Coluber quatuorlineatus), le plus grand serpent d'Europe. C'est un serpent protégé par la loi. Il peut atteindre jusqu'à trois mètres de long. Le lézard Ophisaurus apodus avec ses pattes déformées est particulièrement original. Beaucoup le prennent pour un serpent, bien qu'il soit un lézard craintif et utile à l'homme.
De nombreuses espèces d'oiseaux vivent sur l'île, merles ou rossignols. On peut apprécier leurs chants et observer leurs vols dans les bois touffus et les champs fertiles. D'imposants grands ducs vivent dans les forêts de pins, ainsi que des griffons, des vautours et des faucons.
Parmi les mammifères, en plus des mangoustes, des martres, des belettes et des lapins, on note la présence de chacals. C'est le dernier animal européen de ce genre (Canis aureus) existant encore. Depuis les années 1980, un grand nombre de sangliers sont arrivés à la nage sur les îles dalmatiennes, alors qu'ils n'existaient pas auparavant. Ils causent de nombreux dégâts aux cultures de Korčula et sont considérés comme des animaux nuisibles. Il n'y a pas de période où la chasse soit interdite pour cette espèce. Les animaux domestiques utilisés pour les travaux sont l'âne et la mule. On élève quelques moutons, pour avoir du lait et faire du fromage. Chaque ferme élève son propre porc. La mer qui entoure Korčula est riche en poissons. Au cours d'une balade en mer, il est fréquent d'avoir la joie de rencontrer des dauphins. En 1994, dans les « Škoji », on a aperçu un phoque méditerranéen (Monachus albiventer)[réf. nécessaire]. Des bateaux, on peut voir les vols d'oiseaux pêcheurs et des grondins bleus en vol au-dessus des vagues.